# Shine (álbum de Trey Anastasio)
Shine es el cuarto álbum en solitario del guitarrista y compositor Trey Anastasio, y el primero después de la separación de Phish en agosto de 2004. En el disco aparecen nuevas canciones compuestas por Anastasio a finales de 2004 y principios de 2005.  Shine también es el primer lanzamiento que edita Anastasio sin Elektra Records, siendo a través de Columbia Records. Se lanzó el 1 de noviembre de 2005, y le siguió una gira estadounidense que comenzó en Minneapolis y terminó en Los Ángeles.

## Lista de canciones
1. "Shine" (Anastasio, O'Brien) - 3:08
2. "Tuesday" (Anastasio) - 3:43
3. "Invisible" (Anastasio, O'Brien) - 3:53
4. "Come as Melody" (Anastasio) - 4:28
5. "Air Said to Me" (Anastasio) - 3:50
6. "Wherever You Find It" (Anastasio, Marshall) - 5:54
7. "Sweet Dreams Melinda" (Anastasio, Lawton, Markellis) - 3:36
8. "Love Is Freedom" (Anastasio) - 3:55
9. "Sleep Again" (Anastasio, O'Brien) - 5:01
10. "Spin" (Anastasio, O'Brien) - 4:52
11. "Black" (Anastasio) - 4:32
12. "Love That Breaks All Lines" (Anastasio) - 3:50

## Personal
- Trey Anastasio - guitarra, voz, coros
- Kenny Aronoff - batería
- Brendan O'Brien - bajo, teclados, batería, coros
- Cyro Baptista - percusión
- Peter Chwazik - bajo
- Karl Egsieker - teclados
- Ray Paczkowski - teclados